# Andreas Schäffer (Fußballspieler)
Andreas Schäffer (* 29. Mai 1984 in Kelheim) ist ein ehemaliger deutscher Fußballspieler. Er spielt seit Januar 2013 für die zweite Mannschaft des SSV Jahn Regensburg.

## Karriere
Schäffer wechselte 2000 von Post/Süd Regensburg zum SSV Jahn Regensburg. Ab 2004 wurde er in der zweiten Mannschaft des SSV eingesetzt. Ab der Saison 2005/06 spielte er für die erste Mannschaft. Zur Saison 2011/12 ging er zum TSV Bogen. Mit diesem stieg er 2012 in Bayernliga Süd auf. Im Januar 2013 wechselte er zurück zur zweiten Mannschaft des SSV Jahn Regensburg.